# Guerra de los románticos
Guerra de los románticos es un término empleado por los musicólogos para describir el cisma estético surgido entre músicos destacados durante la segunda mitad del siglo XIX. Las principales áreas de discordancia entre ambos grupos fueron la estructura musical, los límites de la armonía cromática y la música programática frente a la música absoluta. Las partes opuestas se definieron en la década de 1850. El círculo conservador, ubicado en Berlín y Leipzig, se aglutinaba en torno a Johannes Brahms y Clara Schumann y al Conservatorio de Leipzig, que había sido fundado por Felix Mendelssohn. Sus oponentes, los progresistas radicales de Weimar, estaban representados por Franz Liszt y los miembros de la posteriormente llamada Nueva Escuela Alemana (Neudeutsche Schule) y por Richard Wagner. La controversia tuvo su origen en Alemania y la Europa central; los músicos franceses, italianos y rusos estuvieron involucrados únicamente de forma marginal. Los compositores de ambas partes recuperaron a Ludwig van Beethoven como su héroe artístico y espiritual; los conservadores viéndolo con una cima insuperable y los progresistas como el comienzo de una nueva música.

## Los conservadores de Leipzig

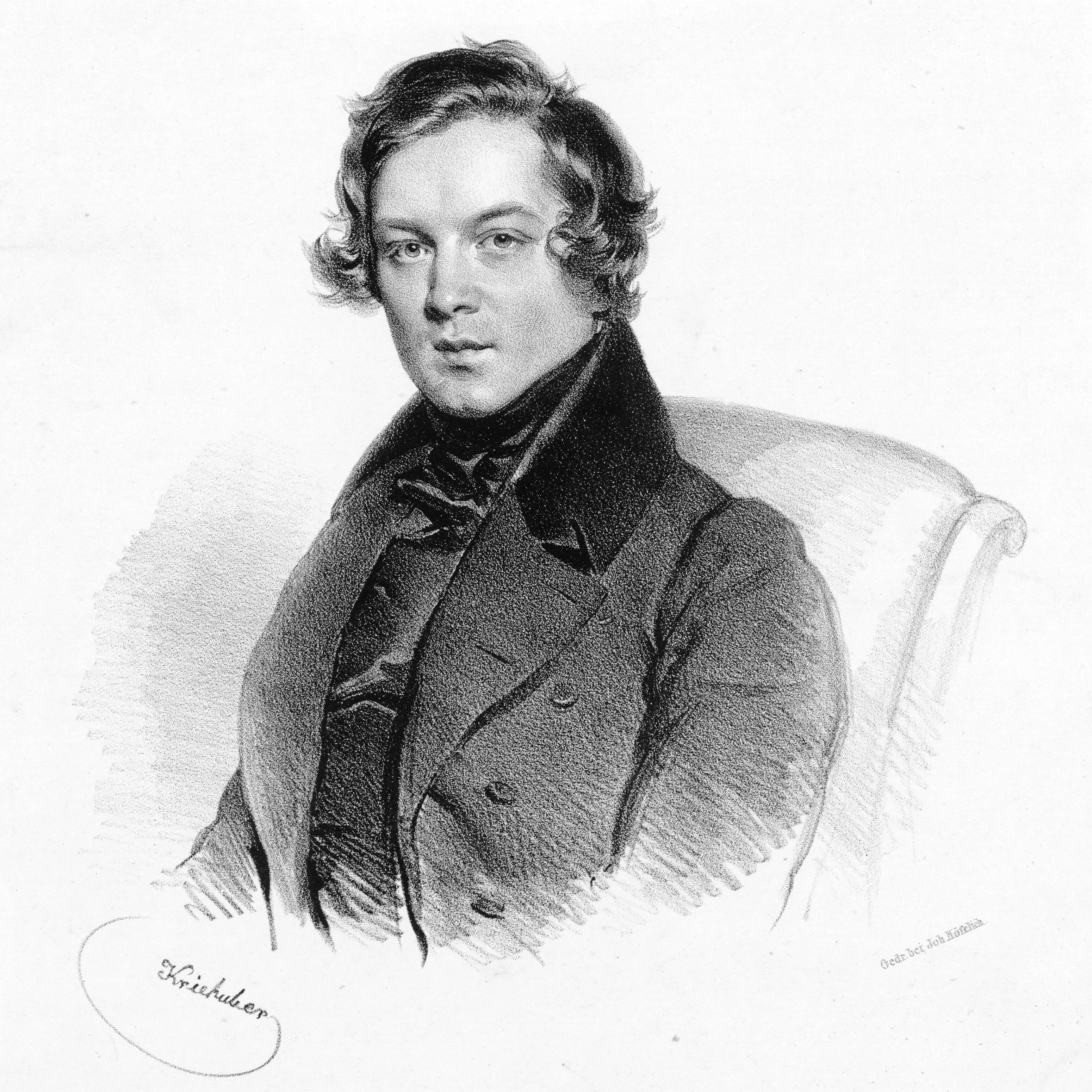
El grupo conservador de Leipzig quería mantener el legado artístico de Robert Schumann tras su muerte en 1856.

Clara Schumann, Joseph Joachim y Johannes Brahms fueron los primeros miembros claves de la conservadora escuela de Leipzig. Este núcleo de partidarios sostuvo el legado artístico de Robert Schumann tras su muerte en 1856. Joachim era profesor en el Conservatorio de Leipzig, fundado por Felix Mendelssohn, en el que Robert Schumann también fue profesor.
Robert Schumann era tanto un admirador entusiasta como un crítico ocasional de Franz Liszt y Richard Wagner, así como un crítico y editor progresista en la influyente revista musical Neue Zeitschrift für Musik (Nueva revista sobre música), que había fundado en 1834. Schumann mantuvo una amistad excepcionalmente entusiasta y artísticamente fructífera con los vanguardistas radicales románticos emergentes —con Liszt en particular—, así como con los conservadores musicales, como Mendelssohn y Niels Gade. Sin embargo, después de que Schumann vendiera la Neue Zeitschrift für Musik a Franz Brendel, la revista se volvió una defensora entusiasta de Liszt y su círculo.
Clara Schumann había sido la esteta más conservadora del matrimonio Schumann y percibía el cambio como una ofensa hacia el legado de su marido. El joven Brahms, que había mantenido una estrecha relación con el matrimonio Schumann durante el declive en la salud de Robert, también asumió la causa. El crítico conservador Eduard Hanslick influyó mucho en su favor. Músicos como Heinrich von Herzogenberg, Friedrich Gernsheim, Robert Fuchs y Karl Goldmark, entre otros, estuvieron asociados a ellos en un momento u otro.

## Liszt y sus seguidores

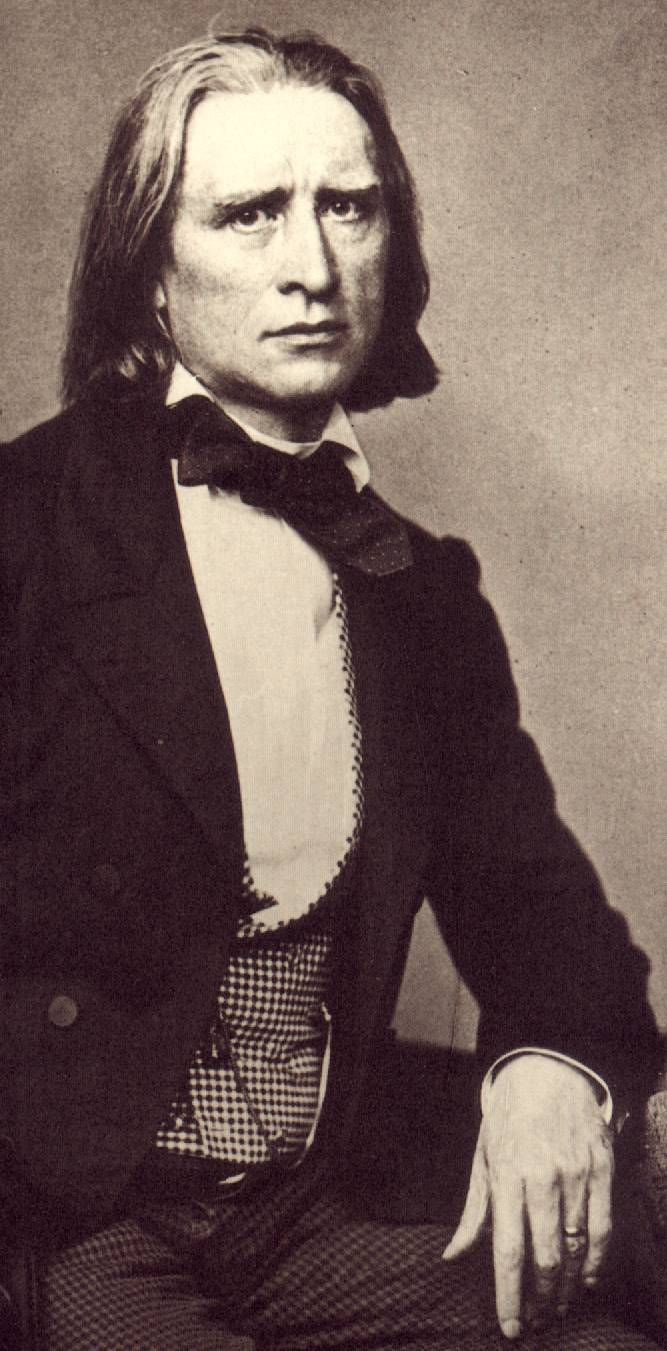
El grupo de los progresistas se concentraba en torno a Franz Liszt.

La figura clave en la parte de Weimar era Franz Liszt. Ambas partes invocaban frecuentemente a Richard Wagner como héroe o enemigo, pero este prefirió personalmente mantenerse al margen de la disputa. Otras figuras notables posicionadas junto a Liszt fueron el crítico Richard Pohl y los compositores Felix Draeseke, Julius Reubke, Karl Klindworth, Hans von Bülow, William Mason y Peter Cornelius. Hubo varios intentos, centrados alrededor de Liszt, de formar una sociedad formal y duradera. El Neu-Weimar-Verein fue uno de dichos intentos de formar un club. Tuvo una duración de unos pocos años y publicaron actas de sus reuniones. La Tonkünstler-Versammlung (Asamblea de artistas musicales), cuyo primer encuentro tuvo lugar en Leipzig en junio de 1859, fue el intento más exitoso de formar una organización. Finalmente, dio lugar a que se fundase en 1861 el Allgemeiner Deutscher Musikverein (ADMV, Asociación general alemana de música), que adoptó el apasionamiento musical de Liszt.

## Principales discrepancias
Una de las discrepancias principales entre estos dos grupos de músicos fue entre la forma y las formas. Liszt y su círculo estaban a favor de nuevos estilos en la escritura y las formas. La escuela de Leipzig/Berlín prefería las formas usadas por los maestros clásicos, formas codificadas por los musicólogos del siglo XIX. La escuela de Weimar fue utilizando cada vez más diversos tipos de música programática (explícitamente pictórica y simplemente sugerente). Liszt desarrolló el poema sinfónico. Su lema era «El vino nuevo requiere odres nuevos».
Influido por los primeros Poemas sinfónicos de Liszt y la posterior Sinfonía Fausto, Hanslick publicó una declaración de principios: la música no debía ni podía representar nada fuera de sí. Esto excluía las impresiones realistas al modo de Hector Berlioz, así como las impresiones y sentimientos, el lema de la partitura de la Sexta Sinfonía de Beethoven. Al menos Wagner creía que esto estaba más cerca de la intención de Liszt, que cualquier representación gráfica más exacta.

## ElManifiesto

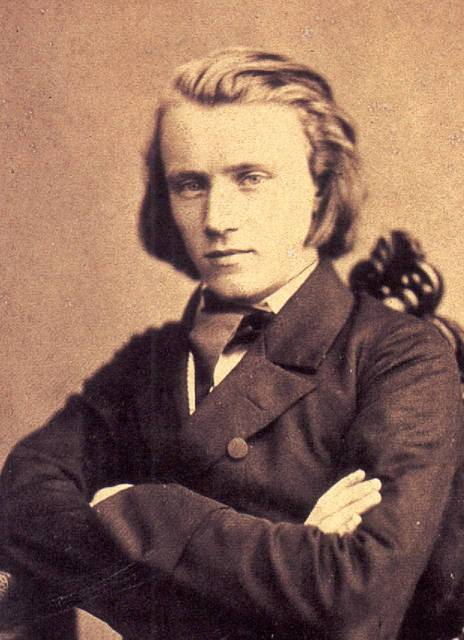
Johannes Brahms fue casi con certeza el autor del Manifiesto.

Uno de los eventos más importantes fue la firma de un manifiesto contra la perceptible parcialidad de la Neue Zeitschrift für Musik. Este esfuerzo, cuyo autor fue casi con certeza Johannes Brahms, recibió al principio cuatro firmas, entre las que se incluían la de Brahms y Joachim, aunque más fueron sondeados y finalmente se obtuvieron más firmas. Antes de que los últimos firmantes pudieran poner sus nombres en el documento, sin embargo, la iniciativa encontró su camino en las oficinas Berliner Musik-Zeitung Echo (Eco, periódico musical berlinés) y desde allí fue desechada por la propia Neue Zeitschrift, que la parodió el 4 de mayo de 1860. Dos días después hizo su aparición oficial, también en el Berliner Musik-Zeitung Echo, con más de una veintena de firmas, incluyendo las de Woldemar Bargiel, Albert Dietrich, Carl Reinecke y Ferdinand Hiller.
El manifiesto decía:

Los abajo firmantes hemos seguido con mucho pesar determinadas posiciones partidistas, cuyo órgano es la Zeitschrift für Musik de Brendel.

En ella se difunde continuamente la visión de que los músicos considerados de mayor relevancia están fundamentalmente de acuerdo con las tendencias que representa la propia revista, reconociendo un gran valor artístico en las composiciones de los líderes de este grupo y concluyendo en definitiva que el debate a favor y en contra de la llamada Música del futuro se encuentra ya cerrado, especialmente en el norte de Alemania, resolviendo así pues la controversia a su favor.

Los abajo firmantes consideramos como nuestro deber el protestar contra tal interpretación de los hechos y, como principales afectados, declaramos que no reconocemos los principios enunciados por la revista de Brendel, considerando que las producciones de los dirigentes y los alumnos de la llamada Nueva Escuela de Alemania se orientan en parte a reforzar tales principios en la práctica, reincidiendo en unas nuevas e inauditas teorías que son contrarias al espíritu más profundo de la música, lo cual encontramos muy de lamentar y condenar.

La firma del manifiesto le costó a Joachim algunos quebraderos de cabeza, ya que había sido miembro del círculo de Liszt en Weimar, el cual había abandonado por no querer apoyar sus ideales artísticos, aunque aún sentía amistad hacia el compositor austro-húngaro.

## La guerra
La «guerra» se llevó a cabo a través de las composiciones, las palabras e incluso con escenas como la escenificada en un concierto con silbidos para mostrar el desagrado con el programa musical o con el director de orquesta. Estaban en juego las reputaciones y los partidarios buscaban avergonzar a sus adversarios con desaires públicos. La escuela de Weimar celebró una fiesta de aniversario de la Neue Zeitschrift en el lugar de nacimiento de Schumann, Zwickau, y descuidaron notablemente invitar a los miembros de la parte contraria (incluida Clara Schumann). Los músicos de un lado vieron la discusión como el enterramiento de la sonata eficaz y económica de Brahms y de las formas clásicas en contra de algunas de las obras de Liszt, que aparecían en comparación casi sin forma. Los del otro lado, en el lado lisztiano, veían la forma musical más adecuada al contenido musical, criticando la reutilización de las obras con viejas formas, sin ningún sentimiento hacia su crecimiento y razón.
Wagner se burlaba del lado conservador en su ensayo Sobre la dirección, cuando los definió como «una sociedad de templanza musical» en espera de un Mesías.
Las actitudes del grupo de Weimar fueron también a menudo inconsistentes. En 1859, el propio Liszt estaba cada vez más interesado en escribir música sacra y en no cruzar la línea conservadora de la Iglesia católica. Mantuvo una fascinación por la música de Giacomo Meyerbeer (había realizado transcripciones para piano a partir de la música de sus óperas), un compositor despreciado tanto por la Nueva Escuela Alemana como por Wagner (cuyo ensayo de 1850 Das Judenthum in der Musik, reproducido y ampliado en 1868, es una cruel diatriba contra Meyerbeer). Por otra parte, los conceptos de Liszt de la música programática (por ejemplo, en sus Poemas sinfónicos), se opone diametralmente a los ideales de Wagner de drama musical, tal como se expresa en el ensayo de este último La obra de arte del futuro.
A pesar de que la hostilidad real entre las dos partes remitió con el paso de los años, la «guerra» era una clara delimitación entre lo que se consideraba «música clásica» y «música moderna», categorías que aún persisten, aunque definidas de distinta manera, en la actualidad.